# Natació als Jocs Olímpics d'estiu de 1908 - 400 metres lliures masculins
Els 400 metres lliures masculins va ser una de les sis proves de natació que es disputaren als Jocs Olímpics de Londres de 1908. Aquesta era la cursa intermèdia de les tres proves d'estil lliure dins el programa de natació. Aquesta fou la primera ocasió en què es disputà aquesta distància en uns Jocs Olímpics, després que el 1904 es disputessin les 440 iardes. La competició es disputà el dilluns 13 i dijous 16 de juliol de 1908. Hi van prendre part 25 nedadors procedents de 10 països diferents.

## Medallistes
| Or                 | Plata                   | Bronze            |
| Henry Taylor (GBR) | Frank Beaurepaire (AZN) | Otto Scheff (AUT) |

## Rècords
Aquests eren els rècords del món i olímpic que hi havia abans de la celebració dels Jocs Olímpics de 1908.
| Rècord del Món | ?           | ?               |                 |                 |
| Rècord Olímpic | 6:16.2 (**) | Charles Daniels | St. Louis (USA) | 7 setembre 1904 |

(**) 400 iardes (402.34 m)
En la final Henry Taylor establí el primer rècord del món oficial sobre aquesta distància amb un temps de 5:36.8 minuts.

## Resultats

### Primera ronda
El vencedor de cada sèrie i el millor segon passen a semifinals.
Sèrie 1
| Posició | Nedador                 | Temps        | Qual. |
| ------- | ----------------------- | ------------ | ----- |
| 1       | Thomas Battersby (GBR)  | 5:48.8       | QS    |
| 2       | Béla Las-Torres (HUN)   | 5:52.2       | qs    |
| 3       | Leo Goodwin (USA)       | Desconegut   |       |
| 4       | Vilhelm Andersson (SWE) | Desconegut   |       |
| —       | Henri Decoin (FRA)      | No finalitza |       |

Sèrie 2
| Posició | Nedador                | Temps  | Qual. |
| ------- | ---------------------- | ------ | ----- |
| 1       | William Foster (GBR)   | 5:54.8 | QS    |
| 2       | Robert Andersson (SWE) | 6:28.0 |       |

Sèrie 3
Tartakover no tingué cap rival en la tercera sèrie.
| Posició | Nedador                   | Temps  | Qual. |
| ------- | ------------------------- | ------ | ----- |
| 1       | Theodore Tartakover (ANZ) | 6:35.0 | QS    |

Sèrie 4
| Posició | Nedador                 | Temps        | Qual. |
| ------- | ----------------------- | ------------ | ----- |
| 1       | Frank Beaurepaire (AZN) | 5:49.2       | QS    |
| 2       | Sam Blatherwick (GBR)   | 6:16.8       |       |
| 3       | Conrad Trubenbach (USA) | Desconegut   |       |
| —       | Davide Baiardo (ITA)    | No finalitza |       |

Sèrie 5
| Posició | Nedador               | Temps  | Qual. |
| ------- | --------------------- | ------ | ----- |
| 1       | Paul Radmilovic (GBR) | 6:10.0 | QS    |
| 2       | Aage Holm (DEN)       | 8:08.8 |       |

Sèrie 6
| Posició | Nedador                 | Temps      | Qual. |
| ------- | ----------------------- | ---------- | ----- |
| 1       | Henry Taylor (GBR)      | 5:42.2     | QS    |
| 2       | Frank Springfield (AZN) | 5:57.4     |       |
| 3       | Mario Massa (ITA)       | Desconegut |       |

Sèrie 7
| Posició | Nedador                | Temps      | Qual. |
| ------- | ---------------------- | ---------- | ----- |
| 1       | Otto Scheff (AUT)      | 5:51.0     | QS    |
| 2       | William Haynes (GBR)   | 6:21.2     |       |
| 3       | József Ónody (HUN)     | Desconegut |       |
| 4-5     | Frits Meuring (NED)    | Desconegut |       |
| 4-5     | Hjalmar Saxtorph (DEN) | Desconegut |       |

Sèrie 8
Zachár no tingué cap rival en la vuitena sèrie.
| Posició | Nedador           | Temps  | Qual. |
| ------- | ----------------- | ------ | ----- |
| 1       | Imre Zachár (HUN) | 6:09.8 | QS    |

Sèrie 9
| Posició | Nedador            | Temps  | Qual. |
| ------- | ------------------ | ------ | ----- |
| 1       | Henrik Hajós (HUN) | 6:19.8 | QS    |
| 2       | Arthur Sharp (GBR) | 7:00.4 |       |

### Semifinals
Els dos primers classificats de cada semifinal passen a la final.
Semifinal 1
| Posició | Nedador                | Temps      | Qual. |
| ------- | ---------------------- | ---------- | ----- |
| 1       | Otto Scheff (AUT)      | 5:40.6     | QF    |
| 2       | Henry Taylor (GBR)     | 5:41.0     | QF    |
| 3       | Thomas Battersby (GBR) | Desconegut |       |
| 4       | Béla Las-Torres (HUN)  | Desconegut |       |
| 5       | Henrik Hajós (HUN)     | Desconegut |       |

Semifinal 2
| Posició | Nedador                   | Temps        | Qual. |
| ------- | ------------------------- | ------------ | ----- |
| 1       | Frank Beaurepaire (AZN)   | 5:44.0       | QF    |
| 2       | William Foster (GBR)      | 5:52.2       | QF    |
| 3       | Paul Radmilovic (GBR)     | Desconegut   |       |
| —       | Imre Zachár (HUN)         | No finalitza |       |
| —       | Theodore Tartakover (ANZ) | No surt      |       |

### Final
| Posició | Nedador                 | Temps      |
| ------- | ----------------------- | ---------- |
| 1       | Henry Taylor (GBR)      | 5:36.8 WR  |
| 2       | Frank Beaurepaire (AZN) | 5:44.2     |
| 3       | Otto Scheff (AUT)       | 5:46.0     |
| 4       | William Foster (GBR)    | Desconegut |